# 蒋士铨墓
28°11′05″N 117°46′03″E / 28.18472°N 117.76750°E
蒋士铨墓位于中国江西省上饶市铅山县永平镇文家桥西董家坞村，于1959年被列为江西省文物保护单位。
蒋士铨是清代著名文学家，铅山县永平镇西关石盘渡人。乾隆五十年（1785年）十月二十四日，蒋士铨病逝于南昌。三年后归葬于铅山七都董家坞。
蒋士铨墓总占地面积约16平方米，座东偏南朝西北，呈圆形，直径 1.3米，下为青石平台。墓碑嵌于后方歇山顶石龛之中。石龛额题：“气节文章”，楹联：“庐埠叩苏公八壬偈子一转语，山阴同陆翁九千吟中万首诗”。墓碑右题：“乾隆五十二年三月初八日立”，中题：“皇清敕授承德郎倒晋奉政大夫翰林院编修即用御史显考蒋公心余府君之墓”，左题：“奉祀考男知廉知节知让知白知重知简知约卒考”。
1982年在墓前加砌了石质台阶五十级。1984年永平铜矿在此建造尾矿库，蒋墓位于10号大坝以内的10号水池的东南畔。